# مقاطعة كلير (ميشيغان)
مقاطعة كلير (بالإنجليزية: Clare County, Michigan)‏ هي مقاطعة تقع في المنطقة شمال شرق الوسطى من شبه الجزيرة السفلى بولاية ميشيغان في الولايات المتحدة. بلغ عدد سكانها 30926 نسمة في عام 2010 حسب إحصاء مكتب تعداد الولايات المتحدة وتصل الكثافة السكانية فيها 21 نسمة/كم2.

## وصلات خارجية
- United States Counties